# Vivre (album de Michel Berger)
Albums de Michel Berger
On n'est pas seul
(2008)
Singles
1. Vivre
Sortie : 7 octobre 2022

Vivre est une compilation posthume de Michel Berger, sorti en 2022, à l'occasion du trentième anniversaire de la disparition de l'auteur-compositeur-interprète.

## Autour de l'album
La compilation Vivre parait en trois éditions : l'une en CD unique, une autre en triple CD et la troisième en double vinyles 33 tours.
Certifiée disque de platine en avril 2025, cette compilation propose un titre inédit, Vivre, enregistré durant les sessions de l'album Beauséjour en 1980, mais qui n'a pas été retenu.

## Liste des titres
Toutes les chansons sont signées par Michel Berger.

### Édition triple CD
| 1. La Groupie du pianiste 2. Quelques Mots D'amour 3. Chanter pour ceux qui sont loin de chez eux 4. Le Paradis blanc 5. Les Princes des villes 6. Diego libre dans sa tête 7. Ça balance pas mal à Paris (avec France Gall) 8. Pour Me Comprendre 9. Lumière Du Jour 10. Celui Qui Chante 11. Seras-tu là ? 12. Mademoiselle Chang 13. Voyou 14. La minute de silence (avec Daniel Balavoine) 15. Si Tu Plonges 16. Y'a Pas De Honte 17. Laissez Passer Les Rêves (avec France Gall) 18. Message Personnel 19. Vivre | 1. Mon Piano Danse 2. À Moitié, À Demi, Pas Du Tout 3. L'amour Existe Encore 4. Mon Fils Rira Du Rock'n'roll 5. Écoute La Musique (Quelle Consolation Fantastique) 6. La Bonne Musique 7. Maria Carmencita, Sourde Et Muette 8. L'enfant Triste 9. Où Es-tu ? 10. Je Reviens De Loin 11. Suis Ta Musique Où Elle Va 12. Mandoline 13. Quand On Est Ensemble 14. Superficiel Et Léger (avec France Gall) 15. À Quoi Il Sert 16. Tant D'amour Perdu 17. Comme Des Loups 18. La Fille Au Sax 19. On N'est Pas Seul 20. Jamais Partir (avec France Gall) | 1. Déjà Je Suis Loin 2. Attends-moi 3. Qui M'attend 4. C'est Pour Quelqu'un 5. Peut-être Toi, Peut-être Moi 6. Médina 7. Quand On Danse (À Quoi Tu Penses) 8. Tout Est Possible 9. Plus De Sentiments 10. Y'a Vraiment Qu'l'amour Qui Vaille La Peine 11. Si Tu T'en Vas 12. L'amour Est Là 13. Rendez-vous Sur La Cienega 14. Jouer Du Banjo 15. Fais Comme T'aimes 16. Le Secret 17. Un Dimanche Au Bord De L'eau 18. L'orange Bleue 19. Ça Ne Tient Pas Debout 20. Les Élans Du Cœur (avec France Gall) 21. Découverte Du Casino Par Pauline 22. Ose |

### Édition double vinyle
| Face A 1. La Groupie Du Pianiste 2. Quelques Mots D'amour 3. Chanter Pour Ceux Qui Sont Loin De Chez Eux 4. Le Paradis Blanc Face B 1. Écoute La Musique (Quelle Consolation Fantastique) 2. Les Princes Des Villes 3. Diego, Libre Dans Sa Tête 4. Ça Balance Pas Mal À Paris (avec France Gall) 5. Seras-tu Là ? | Face A 1. Celui Qui Chante 2. Lumière Du Jour 3. Mademoiselle Chang 4. Pour Me Comprendre 5. La Fille Au Sax Face B 1. Un Dimanche Au Bord De L'eau 2. La Minute De Silence (avec Daniel Balavoine) 3. Laissez Passer Les Rêves (avec France Gall) 4. Message Personnel 5. Découverte Du Casino Par Pauline 6. Vivre |

### Édition simple CD
1. La Groupie Du Pianiste
2. Quelques Mots D'amour
3. Chanter Pour Ceux Qui Sont Loin De Chez Eux
4. Le Paradis Blanc
5. Les Princes Des Villes
6. Diego, Libre Dans Sa Tête
7. Ça Balance Pas Mal À Paris (avec France Gall)
8. Pour Me Comprendre
9. Lumière Du Jour
10. Celui Qui Chante
11. Seras-tu Là ?
12. Mademoiselle Chang
13. Voyou
14. La Minute De Silence (avec Daniel Balavoine)
15. Si Tu Plonges
16. Y'a Pas De Honte
17. Laissez Passer Les Rêves (avec France Gall)
18. Message Personnel
19. Vivre

## Classements et certifications
| Classement (2022)            | Meilleure place |
| ---------------------------- | --------------- |
| France (SNEP)                | 12              |
| France (SNEP Physique)       | 8               |
| Belgique (Wallonie Ultratop) | 37              |
| Suisse (Charts Romandie)     | 25              |

| Classement (2023) | Meilleure place |
| ----------------- | --------------- |
| France (SNEP)     | 140             |

| Région                                                                                                 | Certification | Ventes/Streams |
| --- | ------------- | -------------- |
| France (SNEP)                                                                                          | Platine       | 100 000*       |
| *Ventes selon la certification ^Mise en rayon selon la certification xNon précisé par la certification |               |                |